# Heimaeyita
La heimaeyita és un mineral de la classe dels sulfats. Rep el nom de l'illa de Heimaey, a Islàndia, la seva localitat tipus.

## Característiques
La heimaeyita és un sulfat de fórmula química Na₃Al(SO₄)₃. Va ser aprovada com a espècie vàlida per l'Associació Mineralògica Internacional en el mes d’agost de l'any 2024, i va ser publicada a la revista internacional European Journal of Mineralogy per Tonči Balić-Žunić et al. en el mes de febrer de 2025 amb el títol «Heimaeyite, Na₃Al(SO₄)₃, a new mineral from the fumaroles on Eldfell volcano, Iceland». Cristal·litza en el sistema trigonal.
Segons la classificació de Nickel-Strunz pertany a «07.AA - Sulfats (selenats, etc.) sense anions addicionals, sense H₂O, amb cations de mida petita», sent la primera espècie en formar part d'aquesta divisió. L'exemplar que va servir per a determinar l'espècie, el que es coneix com a material tipus, es troba conservat a les col·leccions de l'Institut Islandès d'Història Natural, a Garðabær (Islàndia), amb el número de mostra: NI-30218.

## Formació i jaciments
Va ser descoberta a la vora nord del cràter del volcà Eldfell, a l'illa de Heimaey, la més gran de l'arxipèlag de Vestmannaeyjar (Suðurland, Islàndia). El mineral es va trobar en forma d'agregats microscòpics arrodonits inferiors a 50 µm, i com grans arrodonits (<10 µm), barrejats amb petites agulles de koriakita i una fase mineral amb una composició de NaMgAl(SO₄)₃. Es forma en escòria formada per anhidrita, hematites i cristobalita. Aquest indret és l'únic de tot el planeta on ha estat descrita aquesta espècie mineral.